# غلط مصطلح
غلط مصطلح، غلط مشهور یا غلط عام به غلط‌هایی گفته می‌شود که بسیار به کار برده می‌شوند. در لغتنامه دهخدا در این مورد آمده‌است: «آنچه برخلاف قیاس یا گفته لغویان یا ائمه ادب بُوَد لیکن عامه مردم و فاضلان و نویسندگان آن را پذیرفته باشند».
در رویارویی با غلط‌های مصطلح دو نگرش وجود دارد، دسته‌ای معتقدند که چون اکثریت جامعه این غلط‌ها را به کار می‌برند، می‌توان آن‌ها را درست در نظر گرفت و به‌کار برد. در مقابل دسته‌ای معتقدند باید هر غلط مصطلحی را به دلیل غلط بودن به‌دور انداخت.

## نمونه‌هایی از غلط‌های مصطلح
- ادبیات: این واژه بسیار مشهور و پر کاربرد از ترکیب واژه فارسی ادب که با نشان جمع عربی ات جمع بسته‌شده.[۱]
- قیمومیت: این واژه پرکاربرد غلط است و در هیچ‌یک از منابع معتبر وجود ندارد.[۳]
- قلقلک: صورت صحیح این واژه غلغلک است.[نیازمند منبع]